# The Trashwomen
The Trashwomen est trio de garage punk et de surf rock composé intégralement de femmes. Originaires de la région de la baie de San Francisco, elles étaient signées sur le label Estrus Records.

## Histoire
Formé en 1991 par Tina Lucchesi et Danielle Pimm, la fondatrice de Bitch Fight & later, la guitariste de Eight Ball Scratch, Elka Zolot, le groupe a été monté à la base pour une performance unique de reprises des Trashmen. Bien que Zolot était une guitariste accomplie, Tina Lucchesi (batterie) et Danielle Pimm (basse) ont passé les quatre semaines avant le premier spectacle à apprendre leurs instruments respectifs. Le groupe construisit rapidement une suite à l'aventure au sein de la scène garage rock de San Francisco.  Le premier album du groupe signé chez Estrus, Spend the Night With the Trashwomen a été décrit par AllMusic comme "une réalisation franche de rock & roll miteux". Cet album a été suivi par un second opus live l'année d'après et un troisième album en 1995, Trashwomen Vs. Deep Space, ces deux dernières sorties ayant également été publiées sur le label Allemand Pin Up Records,qui a aussi sorti en l'EP The Trashwomen Invade Chinatown. Le groupe se sépara en 1997 après une tournée au Japon, sentant que le groupe commençait à tourner en rond, mais un retour pour un concert est survenu en 2007, se prolongeant jusqu'en 2008. Les Trashwomen se décrivaient elles-mêmes comme  "les Reines du Rock Allumé".
Tina Lucchesi est aussi la leader du groupe féminin Bobbyteens et de Tina & the Total Babes – cette fois-ci un groupe masculin – qui a sorti un album en 2007 sur le label Sympathy for the Record Industry. Lucchesi a aussi joué dans plusieurs autres groupes, dont The Glamour Pussies, The Deadly Weapons, and The Count Backwards (avec Pimm aet Zolot), fait tourner le label the Lipstick Records, ainsi qu'un salon de coiffure et une boutique de vêtement vintage appelé Down at Lulu's, à Oakland (Californie). Elka Zolot's daughter, Natassia, is a rapper and music video director who goes by the stage name of Kreayshawn.

## Discographie

### Albums
- Spend the Night With the Trashwomen (1993), Estrus
- Live! At Tom Guido's Purple Onion and Other Swinging Places (1994), Lazy Lizard/Pin Up
- Trashwomen vs. Deep Space (1995), Pin Up/Repent

### Singles
- Lust EP (1992), Hillsdale
- "Aphrodesia" (1992), Hillsdale
- Three Birds EP (1994), Estrus
- The Trashwomen Invade Chinatown EP (1994), Pin Up

### Compilation
- Locked In To Surf & Rock 'n Roll Instrumentals 1 (1994), Alopecia!

"Surf Beat" (LP/CD), "Miser Lou" (CD)
- Locked In To Surf & Rock 'n Roll Instrumentals 2 (1995), Alopecia!

"Miser Lou"
- Surfin' Around The Worlds LP (1995), Pin Up

"Dragula", "Bumble Bee", "Nightmare At The Drag"
- That's Mighty Childish LP (1996), Vendetta

"Pretty Baby"
- Blood Orgy Of The Leather Girls Soundtrack LP, Planet Pimp

"Batteries"